# Бодрогу Ноу (Арад)
Бодрогу Ноу (рум. Bodrogu Nou) насеље је у Румунији у округу Арад у општини Задарени. Oпштина се налази на надморској висини од 110 m.

## Становништво
Према подацима из 2002. године у насељу је живело 219 становника.

### Попис2002.
| Расподела становништва по националности 2002.‍ | Расподела становништва по националности 2002.‍ | Расподела становништва по националности 2002.‍ | Расподела становништва по националности 2002.‍ | Расподела становништва по националности 2002.‍ |
| --------------------------------------------- | --------------------------------------------- | --------------------------------------------- | --------------------------------------------- | --------------------------------------------- |
|                                               |                                               |                                               |                                               |                                               |
| Румуни                                        | Румуни                                        |                                               | 207                                           | 96,7%                                         |
| Мађари                                        | Мађари                                        |                                               | 7                                             | 3,3%                                          |